# Edward Platt
Edward Cuthbert Platt (* 14. Februar 1916 in Staten Island, New York City; † 19. März 1974 in Santa Monica, Kalifornien) war ein US-amerikanischer Schauspieler, Sänger, Produzent und Hörfunk-Nachrichtensprecher.

## Leben
Geboren in eine musikalische Familie bei New York, besuchte Platt zunächst die Princeton University, verließ sie aber schon nach kurzer Zeit für Musikstudium. Zunächst spielte er unter anderem im Orchester von Paul Whiteman, ehe er zur Schauspielerei überwechselte. Sein Debüt am Broadway erfolgte im Jahre 1942 mit dem Stück H.M.S. Pinafore, kurz vor seinem Einsatz im Zweiten Weltkrieg. Im Krieg arbeitete er dann als Moderator für das Soldatenradio. Nach seiner Kriegsrückkehr hatte Platt 1949 eine erste sehr kleine Filmrolle neben Cary Grant in Ich war eine männliche Kriegsbraut. Am Broadway konnte er sich in den 1950er-Jahren als regelmäßiger Darsteller etablieren und spielte unter anderem im Stück The Shrike neben José Ferrer. Zusammen mit Ferrer repräsentierte er seine Theaterrolle auch auf der Leinwand im Film In all diesen Nächten, was Platts erste größere Rolle im Filmgeschäft bedeutete.
Anschließend spielte Platt unter anderem einen verständnisvollen Polizei-Inspektor in … denn sie wissen nicht, was sie tun (1955) mit James Dean, den Anwalt von Cary Grant in Hitchcocks Der unsichtbare Dritte (1959) sowie den Richter in Ein Köder für die Bestie (1962) mit Gregory Peck und Robert Mitchum. Trotz dieser Vielzahl von unterschiedlichen Nebenfiguren wurde er vor allem durch eine Fernsehrolle einem breiten Publikum bekannt: In der Fernsehserie Mini-Max oder die unglaublichen Abenteuer des Maxwell Smart spielte er zwischen 1965 und 1970 die Rolle des strengen, aber kompetenten Geheimdienstchefs. Seinen letzten Auftritt vor der Kamera hatte er 1974 in einer Episode der Serie Owen Marshall – Strafverteidiger. Ein Jahr zuvor hatte sich Platt beim Western Santee, der Einzelgänger mit Glenn Ford erstmals als Filmproduzent versucht, allerdings mit geringem Erfolg.
1974 beging Edward Platt nach einer Depression im Alter von 58 Jahren Suizid, obwohl sein Tod zunächst in den Zeitungen als Herzinfarkt gemeldet wurde. Die Asche des Schauspielers wurde ins Meer gestreut. Von 1954 bis 1974 war er mit Suzanne Belcher verheiratet, sie hatten drei Kinder.

## Filmografie
- 1955: Cult of the Cobra
- 1955: In all diesen Nächten (The Shrike)
- 1955: Wolkenstürmer (The McConnell Story)
- 1955: Schakale der Unterwelt (Illegal)
- 1955: … denn sie wissen nicht, was sie tun (Rebel Without a Cause)
- 1955: Ihr sehr ergebener... (Sincerely Yours)
- 1955: Rauchende Colts (Gunsmoke, Fernsehserie, 1 Folge)
- 1956: Meine Frau, der Leutnant (The Lieutenant Wore Skirts)
- 1956: Das Geheimnis der fünf Gräber (Backlash)
- 1956: Stahlharte Männer (The Steel Jungle)
- 1956: Die Furchtlosen (The Proud Ones)
- 1956: In den Fängen des Teufels (The Unguarded Moment)
- 1956: In den Wind geschrieben (Written on the Wind)
- 1956: Präriebanditen (Reprisal!)
- 1956: Rock'n'Roll (Rock, Pretty Baby)
- 1956/1957: State Trooper (Fernsehserie, 2 Folgen)
- 1957: Kreuzverhör (The Tattered Dress)
- 1957: Warum hab’ ich ja gesagt? (Designing Woman)
- 1957: Sturm über Persien (Omar Khayyam)
- 1957: Der Henker nimmt Maß (House of Numbers)
- 1957: Ein Leben im Rausch (The Helen Morgan Story)
- 1957–1959: Ihr Star: Loretta Young (Letter to Loretta, Fernsehserie, 3 Folgen)
- 1958: Geschenk der Liebe (The Gift of Love)
- 1958: Einer stand allein (Damn Citizen)
- 1958: Duell im Morgengrauen (Gunman’s Walk)
- 1958: Kampf auf Leben und Tod (The Last of the Fast Guns)
- 1958/1960: Abenteuer im wilden Westen (Zane Grey Theater, Fernsehserie, 2 Folgen)
- 1958–1965: Walt Disneys bunte Welt (Disney-Land, Fernsehserie, 5 Folgen)
- 1959: Police Station (Fernsehserie, feste Rolle, unbekannte Folgenanzahl)
- 1959: Der Tod fährt erster Klasse (The Rebel Set)
- 1959: Der unsichtbare Dritte (North by Northwest)
- 1959: Sie kamen nach Cordura (They Came to Cordura)
- 1959: Die schwarze Hand der Mafia (Inside the Mafia)
- 1959: Tausend Meilen Staub (Rawhide, Fernsehserie, 1 Folge)
- 1959/1960: 77 Sunset Strip (Fernsehserie, 2 Folgen)
- 1960: Eine Frau für zwei Millionen (Cash McCall)
- 1960: Alle lieben Pollyanna (Pollyanna)
- 1960: Peter Gunn (Fernsehserie, 1 Folge)
- 1960: Perry Mason (Fernsehserie, 2 Folgen)
- 1960–1963: Bonanza (Fernsehserie, 3 Folgen)
- 1961: Am Fuß der blauen Berge (Laramie, Fernsehserie, 1 Folge)
- 1961: Das wilde Land (The Fiercest Heart)
- 1961: Alfred Hitchcock präsentiert (Alfred Hitchcock Presents, Fernsehserie, 1 Folge)
- 1961: Twilight Zone (The Twilight Zone, Fernsehserie, 1 Folge)
- 1961: Atlantis, der verlorene Kontinent (Atlantis, the Lost Continent)
- 1961: Snow White and the Three Stooges
- 1961: Frühreife Generation (The Explosive Generation)
- 1962: Ein Köder für die Bestie (Cape Fear)
- 1962: Westlich von Santa Fé (Westlich von Santa Fe, Fernsehserie, 1 Folge)
- 1963: Meine drei Söhne (My Three Sons, Fernsehserie, 1 Folge)
- 1963: Eine kitzlige Sache (A Ticklish Affair)
- 1963: Sprung aus den Wolken (Ripcord, Fernsehserie, 1 Folge)
- 1963–1964: Arrest and Trial (Fernsehserie, 6 Folgen)
- 1963–1964: The Outer Limits (Fernsehserie, 3 Folgen)
- 1964: The Dick Van Dyke Show (Fernsehserie, 1 Folge)
- 1964: Die Leute von der Shiloh Ranch (The Virginian, Fernsehserie, 1 Folge)
- 1964: Der Mörder mit der Gartenschere (Shock Treatment)
- 1964: Die letzte Kugel trifft (Bullet for a Badman)
- 1964: Amos Burke (Burke’s Law, Fernsehserie, 1 Folge)
- 1964: Die Seaview – In geheimer Mission (Voyage to the Bottom of the Sea, Fernsehserie, 1 Folge)
- 1965–1970: Mini-Max (Get Smart, Fernsehserie, 129 Folgen)
- 1970: Verliebt in eine Hexe (Bewitched, Fernsehserie, 1 Folge)
- 1970: The Governor & J.J. (Fernsehserie, 4 Folgen)
- 1971: Männerwirtschaft (The Odd Couple, Fernsehserie, 1 Folge)
- 1973: Santee, der Einzelgänger (Santee) (als Produzent)
- 1974: Owen Marshall – Strafverteidiger (Owen Marshall: Counselor at Law, Fernsehserie, 1 Folge)